# Окопник
Око́пник (лат. Sýmphytum) — род многолетних лесных травянистых растений семейства Бурачниковые (Boraginaceae), распространённых по всей Европе от западной Азии до Британских островов. Произрастает на влажных плодородных почвах, часто по берегам рек, ручьёв. Достигает в высоту более метра.

## Название
Происхождение русского названия связано с особенностями мест произрастания растения.
Латинское название происходит от греческого «συμφυω» (symphyo), означающего сращивать или соединять.
Английское название растения «comfrey» — это, вероятно, искажённое латинское «conferveo» — залечиваться, срастаться.
В литературе на русском языке встречаются другие названия растения: костолом, виз-трава, сальный корень, живокост. Последнее пришло из восточноевропейских языков: жывакост (бел.), живокіст (укр.), żywokost (пол.) и может ввести в заблуждение: Живокость (Delphinium) — совсем другое растение из семейства лютиковых.

## Ботаническое описание
Корневая система крупная с толстыми ветвистыми корнями с многочисленными отростками. Корни снаружи тёмные, почти чёрные, внутри — белые, сочные, сальные на ощупь.
Стебли прямые, толстые, с раскидистыми ветвями, покрыты волосками.
Листья яйцевидные, крупные, очередные, заостряющиеся к верхушке, верхние почти сидячие, нижние черешковые, покрыты шершавыми волосками.
Цветки колокольчатые, собраны на верхушке стебля и ветвей в поникающее кистевидное соцветие — односторонний завиток (свёрнутый до цветения) красного, фиолетового или сиреневого цветов, меняющий на протяжении срока цветения цвет до голубого или кремового. Время цветения май—июль.
Плоды состоят из четырёх односемянных гладких и блестящих орешков, созревающих в июле—сентябре.

## Химический состав (активные вещества)
- аллантоин — важнейшее соединение, определяющее основные свойства окопника (зимой в корнях содержится максимальное количество)[3]
- алкалоиды — содержатся в незначительных количествах: циноглоссин (симфитоциноглоссин), консолидин и продукты их распада (консолицин, холин и другие).
- витамин В12
- флавоноиды
- дубильные вещества (пирокатехиновой группы)
- растительная слизь (водорастворимый полисахарид)
- растительные кислоты (фенилкарбоновые кислоты: литоспермовая, оксикоричная, хлорогеновая, неохлорогеновая, кофейная; розмариновая кислота — димер кофейной кислоты)
- крахмал
- белки
- танины
- инулин
- тритерпены

## История использования
Об окопнике упоминал древнегреческий ботаник Теофраст. Диоскорид в 50-х годах н. э. дал растению современное номенклатурное название.
Авиценна в «Каноне врачебной науки» (Kanun fi’l Tibb, 1020 год) описал свойства окопника.
Парацельс и аббатиса Хильдегарда Бингенская пользовались препаратами окопника для заживления ран. В Средние века окопник был очень популярен и широко использовался алхимиками при многих заболеваниях. Ванны с окопником также применяли в надежде восстановить девственную плеву и таким образом вернуть девственность. Средневековый чешский врач и ботаник Ян Черни в травнике «Herbař aneb zelinař» рекомендовал применять корни окопника при переломах. В польской книге «Herbarz Polski», написанной в 1565 году, сообщается, что вытяжки корней окопника помогают при внутренних кровотечениях.
Российский агроном и ботаник А. Т. Болотов в 1786 году исследовал окопник и его целебные свойства.
С целью выяснения токсичности растения проводилось экспериментальное скармливание лошади 25 кг зелёных листьев окопника лекарственного. Животное осталось живо, клиника не наблюдалась.
В наши дни окопник как лекарственное растение находит применение в народной медицине и гомеопатии. Служит средством, ускоряющим восстановление повреждённых костей, используется для лечения гнойных ран. В практической медицине окопник не используют. Алкалоиды, входящие в окопник, ядовиты.
Управление по санитарному надзору за качеством пищевых продуктов и медикаментов США в 2001 году предупредило об опасности внутреннего применения травяных продуктов, содержащих окопник. Окопник исключён из списка лекарственных растений ряда европейских стран по причине потенциальной канцерогенности.
В России в аптеках продаются зарегистрированные препараты из окопника — «Мазь окопника» с витамином Е (доктора Тайсса) и «Бальзам для тела Живокост».

## Классификация

### Таксономия[6]
Symphytum  L., 1753, Sp. Pl. : 136
Род Окопник относится к семейству Бурачниковые (Boraginaceae) порядка Бурачникоцветные (Boraginales). Кладограмма в соответствии с Системой APG IV по состоянию на июнь 2023 года:
|  |                                      |  |                                   | порядок Бурачникоцветные |  | семейство Бурачниковые - 153 ботанических рода |  | род Окопник |  | 36 подтвержденных видов и 33 таксона, ожидающих подтверждения |
|  |                                      |  |                                   | порядок Бурачникоцветные |  | семейство Бурачниковые - 153 ботанических рода |  | род Окопник |  | 36 подтвержденных видов и 33 таксона, ожидающих подтверждения |
|  | отдел Цветковые, или Покрытосеменные |  |                                   |                          |  |                                                |  |             |  |                                                               |
|  |                                      |  |                                   |                          |  |                                                |  |             |  |                                                               |
|  |                                      |  | ещё 63 порядка цветковых растений |                          |  |                                                |  |             |  |                                                               |
|  |                                      |  |                                   |                          |  |                                                |  |             |  |                                                               |

## Виды
- Symphytum × bicknellii  Buckn.
- Symphytum × ferrariense  C.Massal.
- Symphytum × mosquense  S.R.Majorov & D.D.Sokoloff
- Symphytum × ullepitschii  Wettst.
- Symphytum ×uplandicum Nyman — Окопник упландский = [Symphytum officinale × Symphytum asperum][7]
- Symphytum aintabicum  Hub.-Mor. & Wickens
- Symphytum anatolicum  Boiss.
- Symphytum asperum Lepech. — Окопник жёсткий, или шершавый [syn.  Symphytum asperrimum Sims]
- Symphytum bornmuelleri  Buckn.
- Symphytum brachycalyx  Boiss.
- Symphytum bulbosum  K.F.Schimp.
- Symphytum carpaticum  Yu.M.Frolov
- Symphytum caucasicum M.Bieb. — Окопник кавказский
- Symphytum circinale  Runemark
- Symphytum cordatum Willd. — Окопник сердцевидный
- Symphytum creticum  (Willd.) Runemark
- Symphytum davisii  Wickens
- Symphytum ferrariense  Massal.
- Symphytum grandiflorum DC. — Окопник крупный
- Symphytum gussonei  F.W.Schultz
- Symphytum hajastanum  Gvin.
- Symphytum ibericum  Steven
- Symphytum ibiricum  Steven
- Symphytum kurdicum  Boiss. & Hausskn. ex Boiss.
- Symphytum longisetum  Hub.-Mor. & Wickens
- Symphytum officinale L. typus[2] — Окопник лекарственный [syn.  Symphytum peregrinum Ledeb. — Окопник бродячий]
- Symphytum orientale  L.
- Symphytum ottomanum  Friv.
- Symphytum podcumicum  Yu.M.Frolov
- Symphytum pseudobulbosum  Azn.
- Symphytum savvalense  Kurtto
- Symphytum sylvaticum  Boiss.
- Symphytum tauricum  Willd. — Окопник крымский
- Symphytum tuberosum L. — Окопник клубненосный
- Symphytum uplandicum  Nyman
- Symphytum wettsteinii  Sennholz

|                                                                                           |  |  |
| Ботанические иллюстрации: Symphytum caucasicum, Symphytum officinale, Symphytum orientale |  |  |